# Psychoda montana
Psychoda montana és una espècie d'insecte dípter pertanyent a la família dels psicòdids que es troba a les Antilles: la República Dominicana.